# 野芋
野芋（学名：Colocasia antiquorum）为天南星科芋属的植物，別名野芋頭、紫芋，通常紫芋主要是指另一種紫芋（Colocasia tonoimo），是中国的特有植物。分布于中国大陆江南各省，生长于海拔400米至1,800米的地区，多生长于林下阴湿处，目前似乎已有人工栽種，在中國、日本被發展成一種作物，並被引進西印度群島栽種，煮熟食用後的味道比芋頭還辛辣些。大多數品種都有辛辣的味道，因此需要充分烹調。其嫩葉也可以煮熟食用，但（與芋頭不同）它們的味道有點辛辣。

## 别名
野芋头、红芋、野山芋（江西）、红广菜（贵州榕江、剑河、镇远）、中國芋頭（西印度群島）

## 栽培

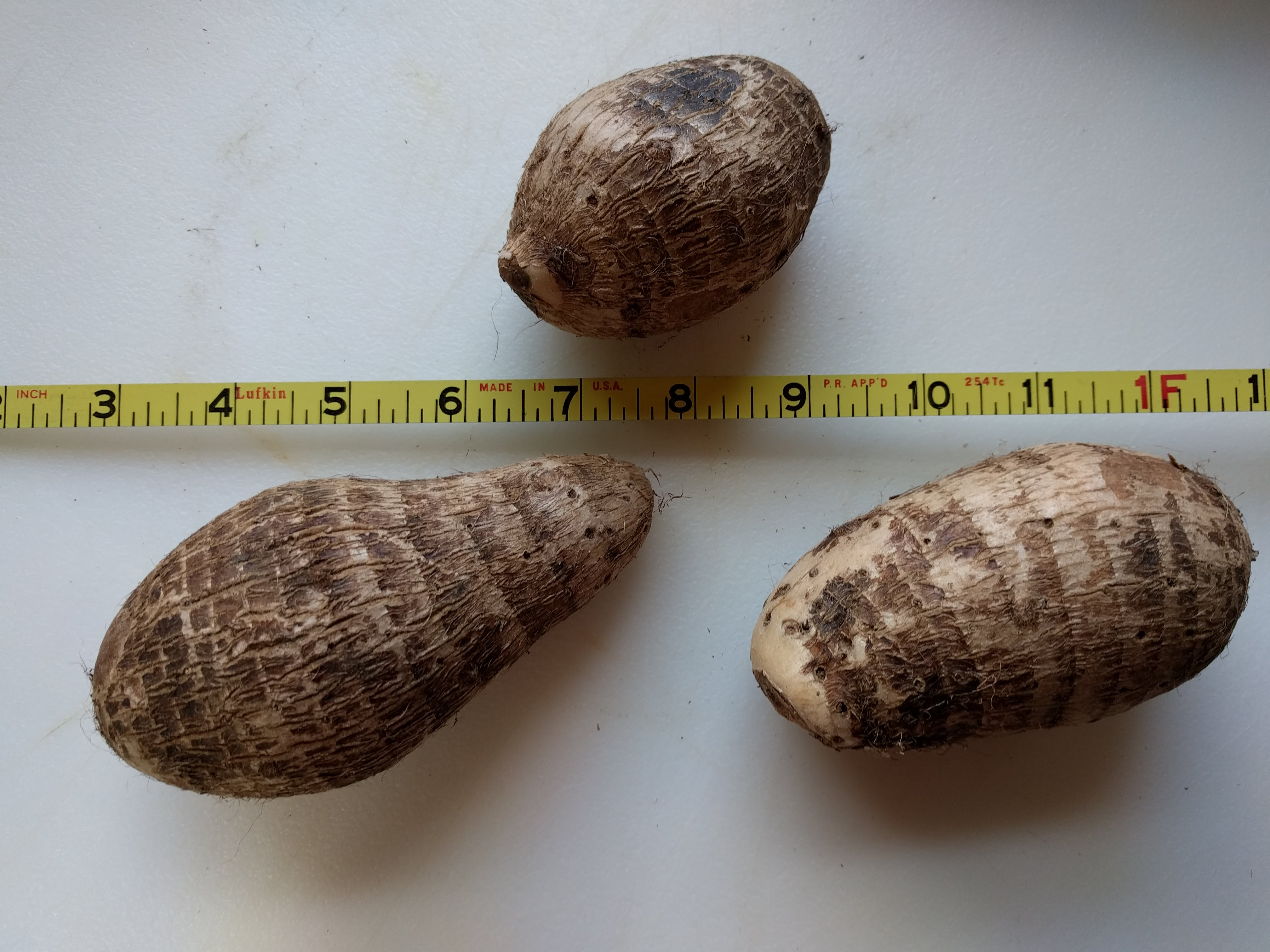
野芋

它們在排水良好的肥沃壤土中生長最好，但與芋頭相比，它們亦可以在貧瘠的土壤、乾燥的氣候和較低的溫度下生長。
在巴西聖埃斯皮里圖州、里約熱內盧州、聖保羅州及週邊地區，野芋是最常食用的芋類物種。

1889年出版的《澳洲土生實用植物》則對野芋作出以下描述：
其塊莖的頂部會被切掉並立即重新種植。嫩葉可以像菠菜一樣食用，但是，像根一樣，它們需要充分煮熟，以消除天南星科植物特有的辛辣味。斐濟人喜歡吃涼了的煮熟野芋；歐洲人則通常喜歡趁熱吃，或是烤的野芋。野芋已知有相當多的品種，有些更適合做布丁，有些更適合做麵包，或只是用於煮或烘烤。外部的區別標誌主要在於球莖、葉子、莖和葉肋上可觀察到的不同色調，如白色、黃色、紫色。